# Aleksei Paramonov
Aleksei Aleksandrovich Paramonov (Borovsk, 21 de fevereiro de 1925) é um ex-futebolista e treinador soviético, campeão olímpico. 

## Carreira
Aleksei Paramonov fez parte do elenco medalha de ouro, nos Jogos Olímpicos de 1956.